# Ciparagejaya
Ciparagejaya is een bestuurslaag in het regentschap Karawang van de provincie West-Java, Indonesië. Ciparagejaya telt 4810 inwoners (volkstelling 2010).